# Jørgen Randers
Jørgen Randers (22 de mayo de 1945) es un académico noruego. Actualmente es profesor de estrategia climática en la Escuela de Negocios de Noruega BI, donde trabaja en el análisis de escenarios climáticos y energéticos y en la dinámica de los sistemas. Es también coautor del informe Los límites del crecimiento.

## Vida y carrera
Randers recibió un título de grado en la Universidad de Oslo en 1968, y un doctorado en la Escuela de Administración y Dirección de Empresas Sloan del Instituto Tecnológico de Massachusetts en 1973.
De 1981 a 1989 fue presidente de la Escuela de Negocios de Noruega BI, y de 1994 a 1999 subdirector general del Fondo Mundial para la Naturaleza en Suiza.
En el año 2005-06 presidió la Comisión noruega de Bajas Emisiones de Gases de Efecto Invernadero, en la cual presentó un informe que "demuestra cómo Noruega podría reducir las emisiones de  gases de efecto invernadero en 2 tercios para el año 2050".
Randers es actualmente profesor de estrategia climática en la Escuela de Negocios de Noruega BI. Los intereses de investigación de Randers abarcan las cuestiones climáticas, la planificación de escenarios y la dinámica de sistemas, sobre todo en los temas de desarrollo sostenible, el cambio climático y la mitigación del calentamiento global.
También es miembro de la junta directiva de varias compañías en Noruega, Inglaterra y EE. UU., como AstraZeneca y Dow Chemical.

## Publicaciones
Randers cobró notoriedad en 1972 por su trabajo junto con otros autores en el informe Los límites del crecimiento, encargado al MIT por el Club de Roma. Posteriormente ha continuado investigando esta problemática, fruto de lo cual es su último libro 2052, en el que hace un análisis de las tendencias a las que estamos abocados en el siglo XXI, a partir de su trabajo anterior en dinámica de sistemas y de las aportaciones de hasta cuarenta expertos en diversos ámbitos.
- 1972. Los Límites del Crecimiento junto con Donella Meadows y Dennis Meadows.
- 1980. Elements of the System Dynamics Methods. Editado por Jørgen Randers. MIT Press, Cambridge (Massachusetts).
- 2012. 2052 - A Global Forecast for the Next Forty Years. Chelsea Green Publications.